# Merete Fjeldavlie
Merete Fjeldavlie, née le 13 août 1968 à Oslo, est une ancienne skieuse alpine norvégienne.

## Palmarès

### Jeux olympiques
Merete Fjeldavlie participe à une seule édition des Jeux olympiques d'hiver, en 1992 à Albertville.
| Épreuve / Édition | Albertville 1992 |
| Slalom géant      | 22e              |
| Slalom            | 15e              |

### Championnats du monde
Merete Fjeldavlie participe à trois éditions des Championnats du monde de ski alpin.
| Épreuve / Édition | Saalbach 1991 | Sierra-Nevada 1996 | Sankt Anton 2001 |
| Descente          | -             | -                  | 9e               |
| Super-G           | 14e           | 27e                | 21e              |

### Coupe du monde
Merete Fjeldavlie a pris cent-cinq départs en Coupe du monde.
- Meilleur résultat au classement général : 21e en 1992[4]
- Meilleur classement en super G : 2e en 1992[4].
- 3 podiums, tous en super G, dont 1 victoire[5].

#### Saison par saison
| Année/Classement | Année/Classement | Général | Général | Descente | Descente | Super G | Super G | Géant  | Géant  |
| ---------------- | ---------------- | ------- | ------- | -------- | -------- | ------- | ------- | ------ | ------ |
| Année/Classement | Année/Classement | Class.  | Points  | Class.   | Points   | Class.  | Points  | Class. | Points |
| 1990             | 1990             | 67e     | 6       | -        | -        | -       | -       | 33e    | 6      |
| 1991             | 1991             | 74e     | 5       | -        | -        | 31e     | 5       | -      | -      |
| 1992             | 1992             | 21e     | 356     | 42e      | 29       | 2e      | 309     | 33e    | 31     |
| 1993             | 1993             | 69e     | 64      | -        | -        | -       | -       | 21e    | 64     |
| 1995             | 1995             | 71e     | 57      | -        | -        | 30e     | 57      | -      | -      |
| 1996             | 1996             | 66e     | 62      | 5e       | 503      | 27e     | 41      | 55e    | 4      |
| 1997             | 1997             | 89e     | 18      | -        | -        | 33e     | 18      | -      | -      |
| 1998             | 1998             | 98e     | 8       | -        | -        | 45e     | 8       | -      | -      |
| 1999             | 1999             | 124e    | 1       | -        | -        | 54e     | 1       | -      | -      |
| 2000             | 2000             | 56e     | 144     | 33e      | 54       | 24e     | 63      | 44e    | 27     |
| 2001             | 2001             | 44e     | 160     | 29e      | 53       | 20e     | 107     | -      | -      |
| 2002             | 2002             | 111e    | 7       | -        | -        | 40e     | 7       | -      | -      |

### Coupe d'Europe
Merete Fjeldavlie a pris trente-deux départs en Coupe d'Europe.
- Meilleur résultat au classement général : 3e en 1990[6]
- Meilleur classement en slalom géant : vainqueur en 1990[6].
- Meilleur classement en descente : 5e en 1999[6].
- Meilleur classement en super G : 7e en 1997.
- Meilleur classement en slalom : 7e en 1989.
- 5 podiums (4 en descente et 1 en slalom géant) dont 1 victoire (en descente)[7].

#### Saison par saison
| Année/Classement | Année/Classement | Général | Général | Descente | Descente | Super G | Super G | Géant  | Géant  | Slalom | Slalom |
| ---------------- | ---------------- | ------- | ------- | -------- | -------- | ------- | ------- | ------ | ------ | ------ | ------ |
| Année/Classement | Année/Classement | Class.  | Points  | Class.   | Points   | Class.  | Points  | Class. | Points | Class. | Points |
| 1989             | 1989             | ??      | 62      | -        | -        | -       | -       | -      | -      | 7e     | 62     |
| 1990             | 1990             | 3e      | 107     | -        | -        | 7e      | 15      | 1re    | 74     | -      | -      |
| 1995             | 1995             | 107e    | 10      | 25e      | 10       | -       | -       | -      | -      | -      | -      |
| 1996             | 1996             | 117e    | 3       | -        | -        | -       | -       | 49e    | 3      | -      | -      |
| 1997             | 1997             | 15e     | 328     | 18e      | 123      | -       | -       | 7e     | 205    | -      | -      |
| 1998             | 1998             | 109e    | 60      | 37e      | 18       | 32e     | 42      | -      | -      | -      | -      |
| 1999             | 1999             | 14e     | 361     | 5e       | 260      | 40e     | 32      | 23e    | 69     | -      | -      |